# Die Toten Hosen
Ди тотен хозен, такође и Ди ротен розен (  — црвене руже), немачка је панк-рок група основана у Диселдорфу 1982. године. Име групе (у дословном преводу: мртве панталоне) је израз који означава досаду у немачком жаргону и може се превести као „ужасно досадно“.

## Историја
Групу су 1982 основали Кампино (право име Андреас Фреге), Андреас фон Холст, Андреас Мојрер, Михаел Брајткопф, Трини Тримпоп (право име Клаус-Петер Тримпоп) и Валтер Новембер. Пре оснивања групе мртвих панталона свирали су у групи Зетка (  — централни градски комитет). Исте године објављују свој први сингл Wir sind bereit, затим следи сингл Reisefieber. Валтер Новембер групу напушта 1983. да би постао Јеховин сведок. Следе сингл Eisgekühlter Bommerlunder и први албум Opel-Gang.
Тримпоп их напушта 1985. постаје менаџер, а бубњеве преузима Јакоб Којсен, а затим 1986. године Волфганг Роде. У периоду од 1982. до 1987. група је објавила три студијска албума. Комерцијални успех група постиже 1988. са четрвим албумом Ein kleines bisschen Horrorschau. Почетком деведесетих година двадесетог века група почиње активно да се ангажује против расистичких и фашистичких покрета. Волфганд Роде 1999. напушта групу, а наместо њега долази Фом Ричи. У периоду од 1988. до 2008. група је објавила девет студијских албума.

## Дискографија
- 1983 —
- 1984 —
- 1986 —
- 1988 —
- 1990 —
- 1991 —
- 1993 —
- 1996 —
- 1998 —
- 2002 —
- 2004 —
- 2008 —
- 2011 —